# Данбар, Робин
Робин Ян Макдональд Данбар (англ. Robin Dunbar; род. 28 июня 1947, Ливерпуль, Великобритания) — британский антрополог и эволюционный психолог, специалист в области поведения приматов. Руководитель общественной и эволюционной неврологии Research Group в Департаменте экспериментальной психологии Оксфордского университета.
Ввёл понятие числа Данбара — количества постоянных социальных связей, которые человек способен комфортно поддерживать.

## Образование
Сын инженера, учился в колледже Магдалены в Брэкли, а затем в колледже Магдалины в Оксфорде, где среди его учителей был Николас Тинберген. В 1969 году получил степень бакалавра искусств в области психологии и философии. Затем поступил на факультет психологии Бристольского университета и в 1974 году защитил докторскую диссертацию по социальной организации гелад, Theropithecus gelada — обезьян, которые являются близкими родственницами бабуинов.
Провел два года в качестве внештатного научного писателя. В 2019 году Данбар сообщил интервьюеру BBC Radio Джиму Аль-Халили в The Life Scientific, что «получил свою первую настоящую работу» только в возрасте 40 лет.

## Академическая карьера
Академическая и исследовательская карьера Данбара включает в себя Бристольский университет, Кембриджский университет с 1968 по 1977 год и Университетский колледж Лондона с 1982 по 1987 год. В 1994 году Данбар стал профессором эволюционной психологии в Ливерпульском университете, но покинул Ливерпуль в 1994 году, чтобы занять пост директора Института когнитивной и эволюционной антропологии в Оксфордском университете. В 2024 году Данбар перешел на кафедру экспериментальной психологии в Оксфордском университете, получив конкурсный исследовательский грант от Европейского исследовательского совета.
Ранее Данбар был содиректором Исследовательского проекта столетия Британской академии (BACRP) «От Люси до языка: археология социального мозга» и участвовал в BACRP «Определение универсального религиозного репертуара».
Цифровые версии избранных опубликованных статей, автором или соавтором которых он является, доступны в Исследовательской группе по эволюционной психологии и поведенческой экологии Ливерпульского университета.
В 2015 году Данбар был награждён Мемориальной медалью Хаксли, учрежденной в 1900 году в память о Томасе Генри Хаксли, за заслуги в области антропологии советом Королевского антропологического института Великобритании и Ирландии. Данбар также является выдающимся сторонником гуманизма в Великобритании.

## Награды и отличия
- 2015 — Мемориальная медаль Хаксли, Королевский антропологический институт Великобритании и Ирландии.
- 1998 — году избран членом Британской академии (FBA).
- 1994 — заведующий кафедрой психологии, Ливерпульский университет.